# Boutefeu (1911)
Boutefeu – francuski niszczyciel z okresu I wojny światowej. Jednostka typu Bouclier. Okręt wyposażony w cztery kotły parowe opalane ropą i turbiny parowe. W czasie I wojny światowej operował na Morzu Śródziemnym. Wziął udział w I bitwie w Cieśninie Otranto. 15 maja 1917 roku „Boutefeu” wszedł na minę postawioną przez okręt podwodny UC-25. Po wybuchu miny niszczyciel przełamał się na pół i poszedł na dno w pobliżu Brindisi.